# Hans Heger
Hans Heger (* 7. Dezember 1915 in Wien; † 15. Oktober 1993 in Salzburg) war ein österreichischer Politiker (ÖVP), Industriekaufmann und Konsul. Er war von 1968 bis 1983 Mitglied des Bundesrates und mehrfach dessen Vorsitzender.

## Ausbildung und Beruf
Heger besuchte zunächst die Volksschule und absolvierte danach ein Realgymnasium. Er studierte nach dem Ablegen der Matura an der Hochschule für Welthandel Wien und schloss sein Studium mit dem akademischen Grad Dipl.-Kfm. ab. Seit 1934 war er Mitglied der katholischen Studentenverbindung KHV Babenberg Wien im ÖCV. Später wurde er unter anderem noch Mitglied der ÖCV-Verbindungen AV Austria Innsbruck und KÖStV Austria Wien. Nach dem Kriegsdienst im Zweiten Weltkrieg, den er bis 1945 leistete, setzte er sein Studium an der Hochschule für Welthandel fort, wobei er 1947 zum Dr. rer. comm. promovierte. Des Weiteren studierte er Rechtswissenschaften. Ab 1947 war Heger beruflich als selbständiger Kaufmann tätig. Ab 1957 arbeitete er als geschäftsführender Gesellschafter der Firma Bauer Austria Salzburg-Wien. Des Weiteren war er von 1959 bis 1985 Honorarkonsul von Belgien.

## Politik und Funktionen
Heger engagierte sich während des Studiums als Sachwalter der Hochschülerschaft der Hochschule für Welthandel und wurde 1947 zum Mitglied des Gemeinderates der Marktgemeinde Oberndorf bei Salzburg gewählt. In dieser Funktion blieb Heger bis 1959 Innerparteilich war er von 1947 bis 1957 als Ortsparteiobmann der Österreichischen Volkspartei Oberndorf aktiv. Heger war zudem in der Berufsvertretung engagiert und wirkte von 1958 bis 1970 als Vizepräsident und Finanzreferent der Kammer der gewerblichen Wirtschaft für Salzburg. Des Weiteren hatte er ab 1970 die Funktion des Kurators des Wirtschaftsförderungsinstitutes der Kammer der gewerblichen Wirtschaft für Salzburg inne und wirkte ab 1967 als Obmann-Stellvertreter des Österreichischen Wirtschaftsbundes.
Heger vertrat die Österreichische Volkspartei zwischen dem 22. Dezember 1966 und dem 30. Juni 1980 im Bundesrat. Er hatte bereits zwischen dem 22. Dezember 1966 und dem 31. Dezember 1966 das Amt des Vorsitzenden des Bundesrates inne und übte dieses Amt zudem im ersten Halbjahr 1971, im zweiten Halbjahr 1975 und im ersten Halbjahr 1980 aus. Zudem war er am 9. Juni 1971 Vorsitzender der 10. Bundesversammlung. Heger war zudem von 1969 bis 1973 sowie von 1974 bis 1981 Mitglied der österreichischen Delegation zur Parlamentarischen Versammlung des Europarates.

## Auszeichnungen
- Großes Goldenes Ehrenzeichen mit dem Stern für Verdienste um die Republik Österreich (1980)
- Ehrenbürger der Universität Salzburg (1986)[2]